# Downtown (Vancouver)
Downtown Vancouver è il centro economico, commerciale, culturale, finanziario, amministrativo e ricreativo della città di Vancouver (Columbia Britannica, Canada) nonché delle circostanti regioni di Metro Vancouver e Lower Mainland. Occupa la parte sudorientale di una penisola (a sua volta informalmente nota come penisola di downtown) che si diparte dalla sommità centro-settentrionale della Penisola di Burrard.

## Geografia
Il nome "downtown" è informale e la definizione esatta può variare. Le fonti ufficiali della Città di Vancouver intendono per "downtown" l'area deliminata dal Burrard Inlet (a nord), dallo Stanley Park e dal West End a ovest, dal False Creek a sud, e da Downtown Eastside a est. Alcune fonti, tuttavia, fanno coincidere il downtown con l'intera penisola di downtown, includendovi quindi Stanley Park e West End.
Oltre ai grattacieli del distretto finanziario, il downtown di Vancouver comprende quartieri residenziali (Yaletown e Coal Harbour), zone commerciali e di intrattenimento (Granville Mall e Granville Entertainment District), il centro storico di Gastown, Japantown e Chinatown.

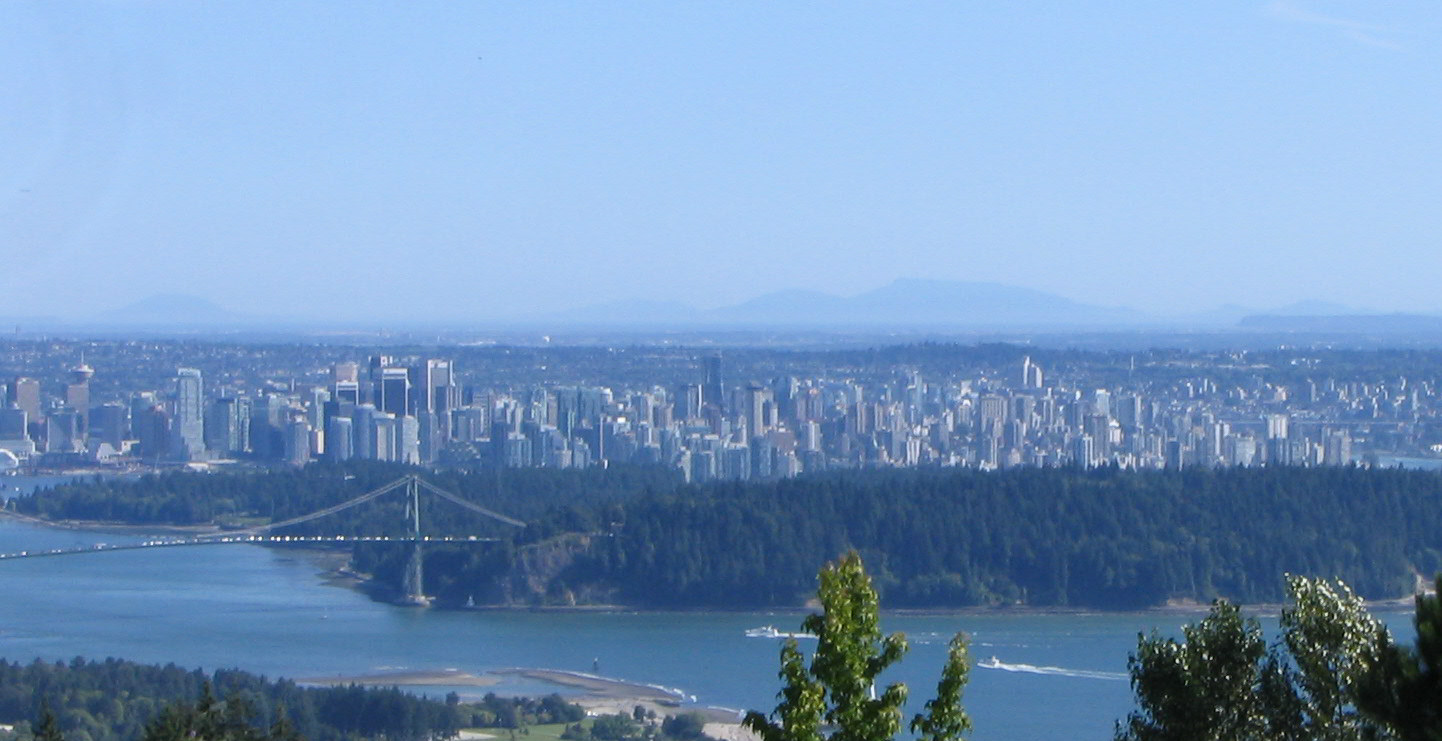
Downtown Vancouver, con la vista del West End e dello Stanley Park

## Trasporti
L'accesso al downtown di Vancouver è fortemente influenzato dalla sua posizione su una penisola, circondata per tre lati dall'acqua. L'accesso avviene attraverso quattro ponti principali: il Lions Gate Bridge (che collega il downtown alla zona di North Shore), e il Burrard Street Bridge, il Cambie Street Bridge e il Granville Street Bridge che forniscono accesso alle aree residenziali e commerciali a sud di False Creek.
La storia stazione di Waterfront è il principale collegamento di transito verso il centro. Nel downtown ci sono sei stazioni della metropolitana SkyTrain, distribuite su tre diverse linee, la Expo Line, la Millennium Line e la Canada Line. Le linee Expo e Millennium partono dal Waterfront e attraversano il Dunsmuir Tunnel a est. La Canada Line parte dal Waterfront e passa in sotterranea sotto Granville Street e Davie Street, collegando il downtown a Richmond e all'Aeroporto Internazionale di Vancouver. Il SeaBus è un traghetto per soli passeggeri che collegat il Waterfront alla North Shore, in 12 minuti. Il West Coast Express collega il Waterfront ai sobborghi meridionali. Presso il Waterfront si trovano anche terminali per idrovolanti ed elicotteri.
La maggior parte delle linee di autobus orientate da nord a sud arrivano a downtown, e ci sono linee di autobus suburbani provenienti da North Shore, Burnaby, Tri-Cities, Richmond, Delta e Surrey.
Ci sono due compagnie private di taxi su acqua, False Creek Ferries e Aquabus, che servono numerosi quartieri di downtown, False Creek e Granville Island.